# Claes Norgren
Claes-Göran Gunnarsson Norgren, född 23 april 1954 i Oscars församling, Stockholm, är en svensk civilekonom och ämbetsman som 2008-2015 var riksrevisor.
Norgren arbetade som utredare vid Sveriges riksbank och Finansdepartementet under åren 1980-1987 och var därefter upplåningschef vid Riksgäldskontoret 1987-1990. Därefter var han vice riksbankschef fram till 1993, och därefter generaldirektör och chef för Finansinspektionen 1993-2002. Åren 2003-2008 var han generaldirektör och chef för Konkurrensverket. 1 juli 2008 tillträdde han posten som en av tre riksrevisorer vid Riksrevisionen med en mandatperiod till 2015. Vid Riksrevisionen hade Norgren följande ansvarsområden: Förvaltningspolitik, internationella relationer, arbetsmarknads- och socialfrågor, hälso- och sjukvård, miljöfrågor, samhällsplanering och bostadspolitik samt infrastruktur.